# Sd.Kfz.251/16
Sd.Kfz. 251/16, mittlerer Flammpanzerwagen (Gerät 916) – niemiecki  samobieżny miotacz ognia z okresu II wojny światowej

## Historia konstrukcji
Pojazd został skonstruowany w styczniu 1943 roku w oparciu o budowany seryjnie transporter opancerzony Sd.Kfz.251 w wersji Ausf. B, a później także Ausf. C. Transporter został przebudowany w ten sposób, że po bokach pojazdu zamontowano dwa miotacze ognia Flammenwerfer kal. 14 mm osłonięte tarczami pancernymi. Ich mocowania pozwalały na obrót w zakresie 160 stopni. Zbiornik z cieczą zapalającą Flammöl Nr 19 znajdowały się wewnątrz pojazdu, wzdłuż obu boków kadłuba z tyłu. Każdy ze zbiorników mógł pomieścić 700 l mieszanki. Zapas ten wystarczał na oddanie 80 strzałów o długości 2 sekund. Za sprężanie i dostarczanie mieszanki do miotaczy odpowiedzialna była pompa Koebe, napędzana silnikiem Auto Union o mocy 28 KM. Zapłon był benzynowo-elektryczny. W maju 1944 roku zapłon bocznych miotaczy zmieniono na system wykorzystujący naboje zapalające. W pierwszych egzemplarzach dodatkowo znajdował się przenośny miotacz ognia kal. 7 mm umieszczony w tyle pojazdu. Był jednak na uwięzi - ograniczony 10-metrowym przewodem łączącym miotacz ze zbiornikiem z mieszanką. Zbiornik cieczy zapalającej dla tego miotacza znajdował się w tylnych drzwiach. Zapłon odbywał się za pomocą pocisków zapalających. W 1944 roku przenośny miotacz został usunięty. Poza miotaczami ognia załoga miała do dyspozycji MG 34. Dowódca pełnił rolę radiooperatora. Do każdego bocznego miotacza przydzielony był jeden żołnierz. Czwarty załogant to kierowca. Transporter ważył 8,6 ton.

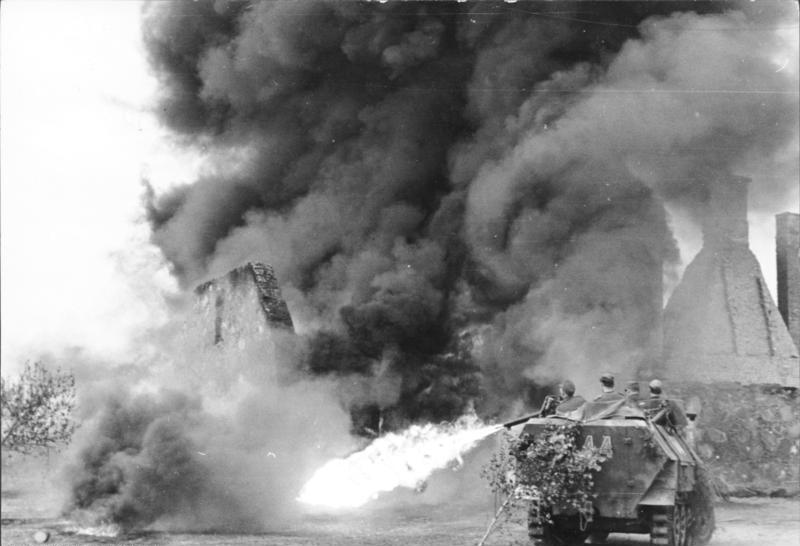
Sd.Kfz.251/16 w akcji (1944)

Samobieżne miotacze ognia Sd.Kfz. 251/16 były budowane przez przebudowę gotowych transporterów Sd.Kfz.251. Ich produkcję rozpoczęto w styczniu 1943 roku i trwała ona do sierpnia 1944 roku, w tym czasie zbudowano około 300 pojazdów tego typu.

## Użycie
Samobieżne miotacze ognia Sd.Kfz. 251/16 były używane w batalionach pionierów w składzie dywizji pancernych i grenadierów pancernych oraz w samodzielnych zmotoryzowanych jednostkach inżynieryjnego wzmocnienia.